# Carmen for Cool Ones
Carmen for Cool Ones — студийный альбом американской певицы Кармен Макрей, выпущенный в 1958 году на лейбле Decca Records. Альбом был аранжирован виолончелистом Фредом Кацем.

## Отзывы критиков
| Оценки критиков               | Оценки критиков |
| Источник                      | Оценка          |
| ----------------------------- | --------------- |
| AllMusic                      | [ 2 ]           |
| Encyclopedia of Popular Music | [ 3 ]           |

Рецензент Кен Драйден из AllMusic пишет: «Кармен Макрей находится в отличной форме на этих студийных сессиях 1957 года с джазовой группой и оркестром Фреда Каца. Её богатый голос никогда не заглушают 13 струнных, которые по большей части остаются за певицей и джазовыми инструменталистами. Самые сильные треки включают зажигательную „All the Things You Are“, необычную трактовку „What’s New“, особенно мрачную версию „The Night We Called It a Day“ и трогательную „I Remember Clifford“». В журнале Cash Box отметили, что «Мисс Макрей предлагает ещё один набор зрелого, тонко текстурированного вокала. Макрей выразительна в балладных моментах и очаровательно улавливает дух свинг-выступлений». Нэт Хентофф из HiFi Review отметил, что пение Кармен отличается четкой дикцией, со вкусом подобранной фразировкой и всегда поддерживается уверенной пульсацией внутри неё, но здесь ей нужен этот внутренний ритм, потому что многие части аранжировки Фреда Каца жёсткие. Также вызвал его негодование тот факт, что Decca не подбирает авторов, более подходящих её стилю.

## Список композиций
1. «All the Things You Are» (Оскар Хаммерстайн II, Джером Керн) — 2:26
2. «A Shoulder to Cry On» (Чак Дарвин, Полетт Жирар) — 3:53
3. «Any Old Time» (Арти Шоу) — 3:10
4. «Weak for the Man» (Джинн Бернс) — 4:08
5. «What’s New?» (Джонни Берк, Боб Хаггарт) — 2:29
6. «I Get a Kick Out of You» (Коул Портер) — 2:15
7. «What Can I Say After I Say I’m Sorry?» (Уолтер Дональдсон, Эйб Лиман) — 1:47
8. «Without a Word of Warning» (Мак Гордон, Гарри Ревел) — 3:20
9. «You Are Mine» (Тед Синдер, Сэм Льюис, Джо Янг) — 1:55
10. «If I Were a Bell» (Фрэнк Лессер) — 3:27
11. «The Night We Called It a Day» (Том Эйдер, Мэтт Деннис) — 4:27
12. «I Remember Clifford» (Бенни Голсон, Джон Хендрикс) — 2:58

## Участники записи
- Кармен Макрей — вокал
- Фред Кац[англ.] — аранжировщик, дирижёр, виолончель
- Айк Айзекс[англ.] — контрабас (кроме трека 6)
- Спекс Райт[англ.] — барабаны (кроме трека 6)

Треки 1, 7 и 10:
- Гарри Кли — соло на флейте
- Джордж В. Смит — кларнет
- Джастин Гордон, Малон Кларк[англ.] — бас-кларнет

Треки 2, 4, 9 и 12
- Бадди Коллетт[англ.] — флейта, альт-саксофон
- Джордж У. Смит — кларнет
- Джастин Гордон — бас-кларнет
- Уоррен Уэбб — гобой
- Джо Марино — фортепиано
- Джозеф Р. Гиббонс — гитара

Треки 3, 5, 8 и 11:
- Джо Марино, Джон Т. Уильямс — фортепиано, селеста
- Ларри Банкер[англ.], Фрэнк Флинн — вибрафон, маримба

Трек 6:
- Пит Кандоли[англ.], Рэй Линн[англ.] — труба
- Винсент Де Роза[англ.] — валторна
- Боб Эневольдсен[англ.], Милт Бернхарт[англ.] — тромбон
- Томми Джонсон[англ.] — туба
- Кэлвин Джексон[англ.] — фортепиано
- Билли Бин[англ.] — гитара
- Ред Митчелл[англ.] — контрабас
- Ларри Банкер — барабаны